# Levin von Geusau
Levin von Geusau (né le 15 octobre 1734 à Creuzburg et mort le 27 décembre 1808 à Berlin) est un lieutenant général prussien et chef de l'état-major général de l'armée, quartier-maître général et chef du corps du génie (de).

## Biographie

### Origine
Levin est le fils du bailli margravien et magistrat du même nom Levin von Geusau (de) (1691-1776) et de sa femme Sophie Magdalene Dorothea, née von Heeringen.

### Carrière militaire
Geusau intègre le 40e régiment d'infanterie "von Kreytzen (de)" de l'armée prussienne en octobre 1752 en tant que caporal. Le roi Frédéric-Guillaume II nomme Geusau son adjudant général et en 1790 le promeut major général et chef du corps équestre de la police militaire. Le 23 mai 1805, il devient chevalier de l'ordre de l'Aigle noir.
La tombe de Geusau est située dans l'ancien cimetière de la garnison de Berlin sur la Linienstraße

### Famille
Il se marie en 1788 avec Marie Karoline Grepler (1754-1829), fille du sculpteur de Potsdam Franz Grepler. De ce mariage sont nés les enfants Rudolf (né en 1771) et Henriette Charlotte (née en 1787) ainsi que Karoline Christiane Amalie (1780-1867), qui épouse en 1802 le général d'infanterie Gustav von Rauch. Ce mariage se termine par un divorce en 1815.